# توبياس دامسغارد
توبياس دامسغارد (بالدنماركية: Tobias Damsgaard)‏ هو لاعب كرة قدم دنماركي في مركز الدفاع، ولد في 3 أغسطس 1998 في الدنمارك في مملكة الدنمارك. لعب مع نادي راندرس.

## وصلات خارجية
- توبياس دامسغارد على موقع قاعدة بيانات كرة القدم.إي يو (الإنجليزية)
- توبياس دامسغارد على موقع Soccerway.com (الإنجليزية)
- توبياس دامسغارد على موقع عالم كرة القدم.نت (الإنجليزية)